# Pienisaari (ö i Norra Karelen, Pielisen Karjala, lat 63,22, long 30,16)
Pienisaari är en ö i Finland. Den ligger i sjön Suuri Matolampi och i kommunen Lieksa i den ekonomiska regionen  Pielinen-Karelen  och landskapet Norra Karelen, i den östra delen av landet, 400 km nordost om huvudstaden Helsingfors. Öns area är 0,3 hektar och dess största längd är 110 meter i sydöst-nordvästlig riktning.